# GMC (автомобильная марка)
GMC, ранее — General Motors Truck and Coach и GMC Truck — подразделение, принадлежащее компании General Motors, а также — марка выпускаемых им автомобилей. Под маркой продаются грузовики, внедорожники, пикапы и фургоны. Компания работает на рынке Северной Америки и на Ближнем Востоке. В 2010 году под маркой GMC было произведено 408 314 автомобилей, что выше показателя предыдущего года на 57 %.

## История

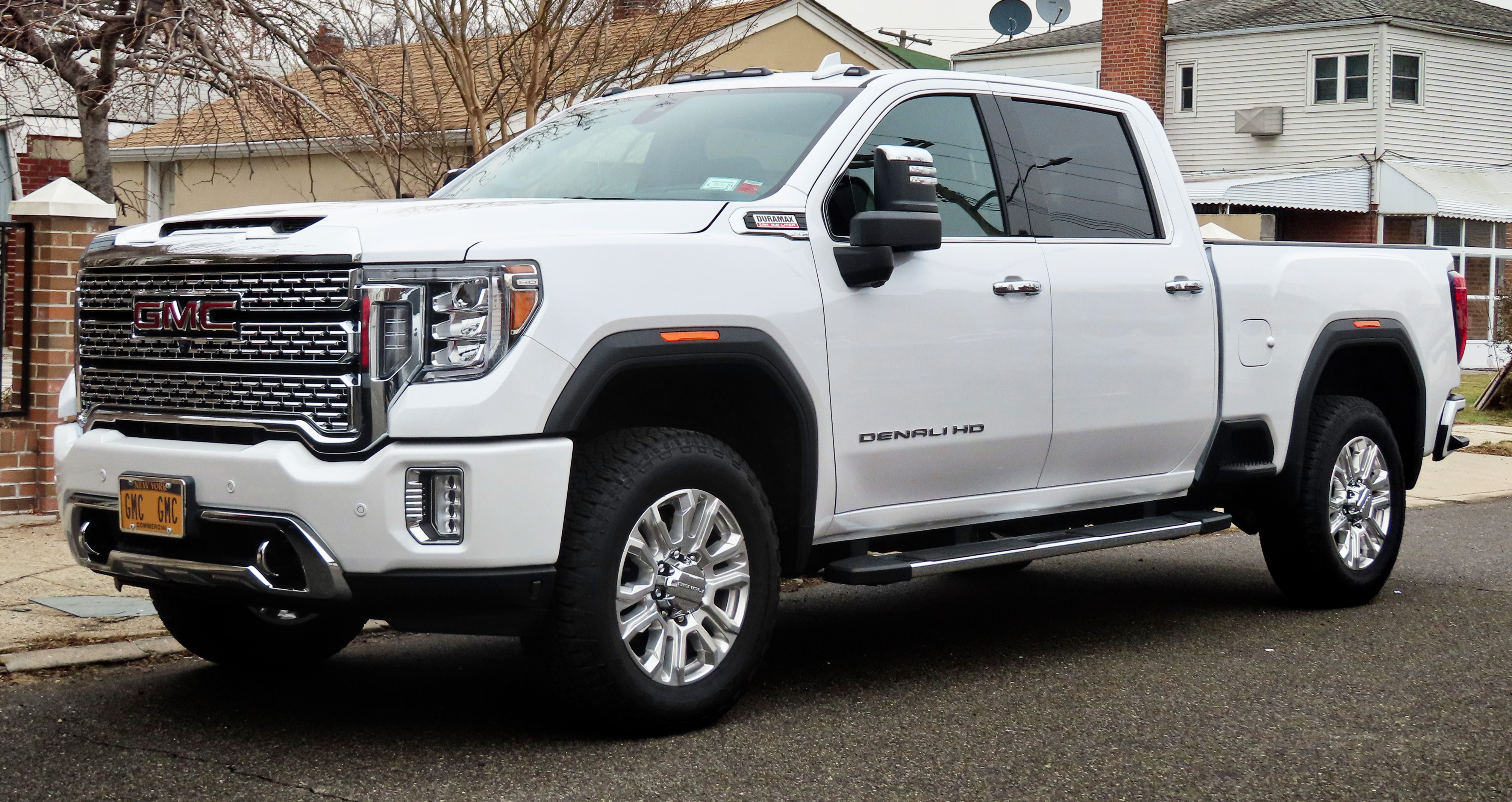
2020 GMC Sierra 2500 Denali

В 1901 году Макс Грабовски (американец польского происхождения) создал автомобильную компанию под названием «Rapid Motor Vehicle Company». Первой моделью компании стал грузовик Rapid. Изначально компания специализировалась на производстве грузовиков лёгкого и среднего классов. В 1908 году компания входит в состав концерна General Motors. Предполагалось, что компания станет центром грузового подразделения концерна. В том же году GM приобретает «Reliance Motor Car Company». Обе компании были объединены в 1911 году в единую структуру «GMC Truck». В 1912 году объединённая компания произвела 22 тысячи автомобилей.
В 1916 году компания установила рекорд: грузовик «GMC Truck» пересёк страну за 30 дней. В 1926 году был установлен новый рекорд: путь от Нью-Йорка до Сан-Франциско был пройден грузовиком за 5 дней и 30 минут.
В 1925 году GM приобрела контрольный пакет акций в компании «Yellow Coach», производителя автобусов. После слияния с «GMC Truck» объединённый дивизион получил название «GM Truck and Coach Division». Во время Второй мировой войны компания поставила для нужд фронта более 600 тысяч автомобилей. В 1987 году компания продала автобусное подразделение и вышла из бизнеса по производству автобусов. В 1996 году название бренда было изменено на GMC.
В 2002 году GMC в честь своего 100-летия выпустила книгу под названием "GMC первых 100 лет. Полная история компании".
В 2007 году GMC представила Acadia - кроссовер-внедорожник, который был вторым автомобилем с несущим типом кузова в подразделении (после Vandura), чей предшественник, Envoy на базе GMT-360, был снят с производства после закрытия завода GM в Морейне, штат Огайо, 23 декабря 2008 года.
В 2009 году GMC прекратила производство коммерческих грузовиков средней грузоподъемности спустя более 100 лет. Они стали эксклюзивом для Chevrolet с запуском моделей 4500HD Silverado и 5500HD Silverado в 2018 году. Также в 2009 году GMC представила Terrain - кроссовер, основанный на платформе GM Theta, используемой также в модели Chevrolet Equinox. Он заменил Pontiac Torrent после закрытия бренда.
В 2020 году General Motors объявила о возрождении бренда Hummer, на этот раз в качестве суббренда GMC, а не отдельного подразделения. Модельный ряд Hummer включает две модели, электрический пикап и внедорожник, которые будут продаваться как «GMC Hummer EV». По данным GM, серийный электрический пикап Edition 1 будет иметь мощность 1000 лошадиных сил, разгоняться до 60 миль в час за 3 секунды. По заявлению компании, модель будет запущена в производство в конце 2021 года. Новый Hummer EV был представлен 20 октября 2020 года.
В 2022 году бренд GMC был представлен в Южной Корее Корее как дочерняя компания GM Korea.

## Совместное использование платформы с Chevrolet
Начиная с 1920 года, грузовики GMC и Chevrolet стали во многом похожи, построенные как варианты одной и той же платформы, имеющие почти одинаковую конструкцию кузова, за исключением шильдиков и решеток — хотя их различия, особенно двигатели, менялись с годами. Реклама GMC продавала свои грузовики коммерческим покупателям и предприятиям, в то время как реклама Chevrolet была направлена на частных владельцев. Начиная с 1928 года, GMC использовала 186-кубовый двигатель Pontiac в шестицилиндровых двигателях в своих более легких грузовиках. Среднетоннажные грузовики полагались на двигатели Buick, в то время как самые тяжелые грузовики использовали собственный «стандартный большой грубый» двигатель GMC. С 1939 по 1974 год у GMC была своя линейка шестицилиндровых двигателей, сначала рядные шестерки, известные как «Джимми» с 1939 по 1959 год, а затем их собственный V6 с 1960 по 1974 год, из которых также существовали версии V8 и V12. Кроме того, с 1955 по 1959 год менее чем 2-тонные бензиновые грузовики GMC оснащались двигателями Pontiac, Buick и Oldsmobile V8, в то время как канадские модели использовали двигатели Chevrolet.
Новые автомобили Chevrolet продаются исключительно в дилерских центрах Chevrolet, автомобили GMC продаются вместе с дилерскими центрами Buick и Cadillac (дилерские центры Pontiac и Oldsmobile также имели аналогичную договоренность). Отдельно стоящие франшизы GMC существуют для продаж всей линейки GMC и включают в себя также средние и легкие коммерческие модели. Этот кроссовер позволил дилерам General Motors, которые не продавали Chevrolet, предлагать полные линейки как легковых, так и грузовых автомобилей и внедорожников, предлагая грузовики и внедорожники GMC. В период с 1962 по 1972 год большинство автомобилей GMC оснащались четырёхфазными фарами, в то время как их клоны Chevrolet были оснащены двойными фарами.
В 1971 году GMC выпустила на рынок свою версию Chevrolet El Camino, которая была основана на Chevrolet Chevelle. Названный Sprint, он был практически идентичен El Camino, а спортивная версия, SP, была эквивалентна El Camino SS. В 1973 году, когда GM представила новую серию грузовиков «округлая линия», грузовики GMC и Chevrolet стали ещё более похожими, прекратив производство моделей с четырьмя фарами GMC и установив стандарт для линейки грузовиков Chevrolet/GMC на протяжении более тридцати лет.

## Модельный ряд
Современные модели:
- Acadia
- Terrain
- Yukon
- Yukon XL
- Canyon
- Sierra
- Sierra HD
- Savana
- GMC Hummer EV (электрический пикап, выпускающийся под брендом GMC и суббрендом Hummer).

Снятые с производства:
- Envoy
- Jimmy
- TopKick
- Typhoon
- Vandura